# Урочище «Загати» (заказник)
Уро́чище «Зага́ти» — ландшафтний заказник місцевого значення в Україні. Розташоване в межах Коропського району Чернігівської області, на північ/північний схід від села Краснопілля. 
Площа 146 га. Статус присвоєно згідно з рішенням Чернігівського облвиконкому від 27.04.1964 року № 236; від 10.06.1972 року № 303; від 28.08.1989 року № 164; рішення Чернігівської обласної ради від 11.04.2000 року. Перебуває у віданні ДП «Борзнянське лісове господарство» (Коропське л-во, кв. 21-23). 
Статус присвоєно для збереження лісового масиву з насадженнями дуба і сосни. У домішку — вільха, береза. 